# Herbrand Award
Der Herbrand Award (Herbrand-Preis) ist ein mit 1000 US-Dollar dotierter Wissenschaftspreis der Conference on Automated Deduction (CADE). Er wird seit 1992 jährlich vergeben. Mit ihm wird ein Wissenschaftler für herausragende Beiträge zum automatischen Theorembeweisen ausgezeichnet. Benannt ist der Preis nach dem französischen Logiker und Mathematiker Jacques Herbrand. Er ist der renommierteste internationale Forschungspreis dieses Fachgebiets.

## Preisträger
- 1992 Larry Wos
- 1994 Woody Bledsoe
- 1996 John Alan Robinson
- 1997 Wu Wenjun
- 1998 Gérard Huet
- 1999 Robert S. Boyer und J Strother Moore
- 2000 William McCune
- 2001 Donald Loveland
- 2002 Mark Stickel
- 2003 Peter B. Andrews
- 2004 Harald Ganzinger
- 2005 Martin Davis
- 2006 Wolfgang Bibel
- 2007 Alan Bundy
- 2008 Edmund M. Clarke
- 2009 Deepak Kapur
- 2010 David Plaisted
- 2011 Nachum Dershowitz
- 2012 Melvin Fitting
- 2013 Greg Nelson
- 2014 Robert L. Constable
- 2015 Andrei Voronkov
- 2016 Zohar Manna und Richard Waldinger
- 2017 Lawrence C. Paulson
- 2018 Bruno Buchberger
- 2019 Nikolaj Bjørner und Leonardo de Moura
- 2020 Franz Baader
- 2021 Tobias Nipkow
- 2022 Natarajan Shankar
- 2023 Moshe Vardi
- 2024 Armin Biere
- 2025 Aart Middeldorp